# Aeroportul Milas-Bodrum
Aeroportul Milas-Bodrum (în turcă Milas-Bodrum Havalimanı) (IATA: BJV, ICAO: LTFE) este un aeroport din Bodrum, Provincia Muğla, Turcia ce deservește zona Bodrum. Aeroportul a fost tranzitat în 2023 de 4.056.447 de pasageri. A fost deschis în 1997 și numit după zona deservită.
Situat la o altitudine de 6 m, aeroportul dispune de 1 pistă. Este operat de TAV Airports Holding⁠(d).

## Infrastructură

### Piste
Aeroportul dispune de o singură pistă. Pista are orientarea 10/28.